# Římskokatolická farnost Nový Přerov

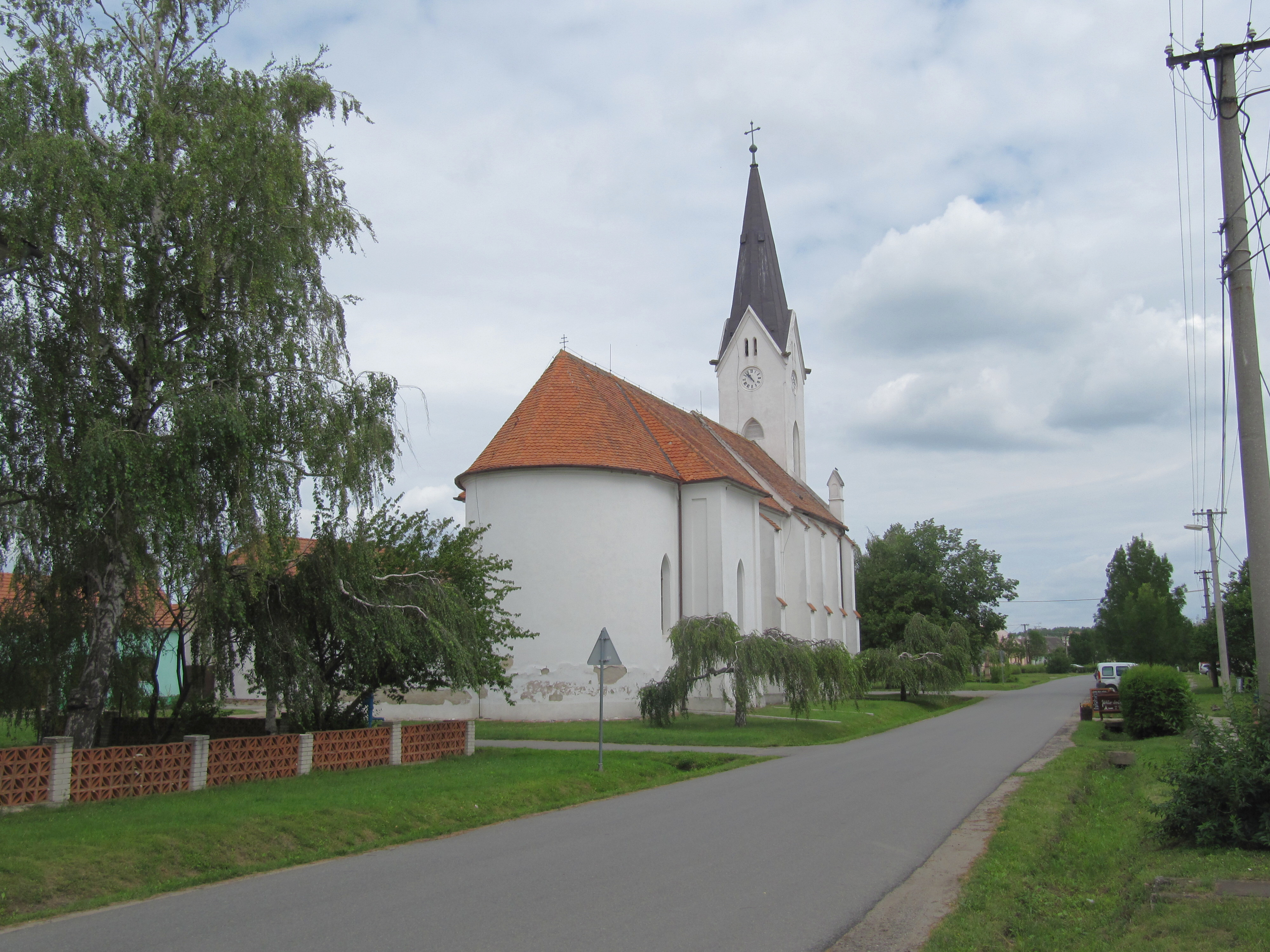
Kostel svatého Michaela archanděla v Novém Přerově

Římskokatolická farnost Nový Přerov byla římskokatolická farnost v Česku. Jejím sídlem byla vesnice Nový Přerov v okrese Břeclav s farním kostelem svatého Michaela archanděla. Farnost byla součástí brněnské diecéze a roku 2024 byla zrušena sloučením do farnosti Drnholec.

## Historie
Obec Přerov, poprvé připomínaná roku 1350, původně ležela na jiném místě, kde je dnes na rakouské straně hranic dvůr Alt Prerau (Starý Přerov). Za česko-uherských válek ve druhé polovině 15. století zpustla na celé jedno století. Kolem roku 1570 vznikl na novém místě Nový Přerov. Kostel v obci byl přebudován koncem 17. století z původní kaple pocházející z roku 1600.
Nový Přerov byl součástí farnosti Jevišovka. Roku 1837 zde byla zřízena lokální kooperatura, která byla v roce 1867 povýšena na samostatnou farnost, jejíž součástí byl pouze Nový Přerov. Od roku 1999, kdy proběhla územně-správní reforma brněnské diecéze, spadala farnost do mikulovského děkanství. K 31. prosinci 2024 byla farnost zrušena a její území se stalo součástí farnosti Drnholec.

## Duchovní správci
V posledních letech své existence byla farnost spravována excurrendo z Drnholce. Administrátorem excurrendo se před rokem 2007 stal R. D. Mgr. Jiří Komárek, který jím byl až do zániku farnosti v roce 2024.

## Kostely a kaple
- kostel svatého Michaela archanděla v Novém Přerově (v době existence farnosti byl farním kostelem)

## Aktivity ve farnosti
Dnem vzájemných modliteb farností za bohoslovce a bohoslovců za farnosti brněnské diecéze a adoračním dnem byl 21. březen.
Ve farnosti se pravidelně pořádala tříkrálová sbírka. V roce 2015 se při ní vybralo 5 554 korun. Při sbírce v roce 2016 činil výtěžek 6 113 korun. V roce 2018 dosáhl výtěžek sbírky 6 500 korun.